# Roichenoz
Roichenoz est un lieu-dit de la commune française de Damprichard, dans le département du Doubs.

## Administration
| Période                                  | Période | Identité    | Étiquette | Qualité |
| ---------------------------------------- | ------- | ----------- | --------- | ------- |
| mars 2001                                |         | Edith Rossi |           |         |
| Les données manquantes sont à compléter. |         |             |           |         |

## Démographie
| 1962 | 1968 | 1975 | 1982 | 1990 | 1999 |
| ---- | ---- | ---- | ---- | ---- | ---- |
| ??   | ??   | 0    | 0    | 0    | 0    |

## Site
- Vue sur la plaine de Damprichard
- Gouffre : trou Berthod